# Vliesvarenfamilie
De vliesvarenfamilie (Hymenophyllaceae) is een familie van kleine, vochtminnende varens, die in België en Luxemburg vertegenwoordigd wordt door twee soorten, de platte vliesvaren (Hymenophyllum tunbrigense) en Trichomanes speciosum.

## Naamgeving enetymologie
De naam Hymenophyllaceae is afgeleid van die van het geslacht Hymenophyllum.

## Kenmerken
Hymenophyllaceae-soorten worden gekenmerkt door fijne, kruipende tot stevige en rechtopstaande rizomen met een protostele (een stele opgebouwd uit slechts één enkele, concentrische vaatbundel). De bladen zijn (op enkele uitzonderingen na) slechts één cellaag dik, zonder huidmondjes, zonder of met gereduceerde cuticula en meestal zonder schubben.
De sporenhoopjes zitten op de rand van de bladen en dragen kegelvormige, buisvormige of schelpvormige dekvliesjes. De sporendoosjes rijpen geleidelijk vanaf de top naar beneden en hebben een doorlopende, schuine annulus (een lijn van bijzondere, verdikte cellen van de sporangiumsteel tot de top, die een rol speelt bij het openen van het sporendoosje). De sporen zijn groen en bolvormig.
De gametofyten zijn draad- of lintvormig en kunnen zicht ongeslachtelijk voortplanten door knopvorming of door scheuten.

## Habitaten verspreiding
De familie omvat zowel terrestrische als epifytische soorten, en kent een wereldwijde verspreiding in voornamelijk subtropische en tropische streken, maar enkele soorten komen in gematigde streken en zelfs tot zelfs in Alaska voor. Deze varens verkiezen overwegend zeer vochtige groeiplaatsen, zoals bemoste rotsen nabij watervallen of in grotopeningen.

## Taxonomie
In de taxonomische beschrijving van Smith en anderen uit 2006 is de familieHymenophyllaceae als enige in de orde Hymenophyllales geplaatst, die samen met het grootste deel van de varens de klasse Polypodiopsida vormen.
Volgens diezelfde auteurs omvat de familie negen geslachten en ongeveer zeshonderd soorten. De familie vormt in deze samenstelling een monofyletische groep, bestaande uit twee grote clades, Trichomanoiden en Hymenophylloiden, die overeenkomen met de twee grootste geslachten, Trichomanes en Hymenophyllum.
- Familie: Hymenophyllaceae
  - Geslachten:
    - Abrodictyum
    - Callistopteris
    - Cephalomanes
    - Crepidomanes
    - Didymoglossum
    - Hymenophyllum (incl. Cardiomanes, Hymenoglossum, Rosenstockia en Serpyllopsis)
    - Polyphlebium
    - Trichomanes s.s.
    - Vandenboschia

### Beschreven soorten
Van de vliesvarenfamilie worden de volgende soorten in detail beschreven:
- Geslacht: Hymenophyllum
  - Soorten:
    - Hymenophyllum tunbrigense (Platte vliesvaren)
    - Hymenophyllum wilsonii (Wilson's vliesvaren)

- Geslacht: Trichomanes
  - Soorten:
    - Trichomanes speciosum

Abrodictyum · Callistopteris · Cephalomanes · Crepidomanes · Didymoglossum · Hymenophyllum · Polyphlebium · Trichomanes · Vandenboschia